# Juraj Haulík Váralyai
Juraj Haulík Váralyai (Trnava, 20 de abril de 1788 - Zagreb, 11 de maio de 1869) foi um cardeal do século XIX.

## Biografia
Nasceu em Trnava em 20 de abril de 1788. Filho de György Haulik (nascido em 1761), oficial de justiça, e Klara Repkay (nascida em 1766). Ele foi batizado naquele mesmo dia. Seu sobrenome também está listado apenas como Haulik.
Ele passou a infância em Esztergom, embora tenha feito seus estudos secundários em Trnava; mais tarde, estudou no Seminário de Trnava (humanidades); na Universidade de Viena (teologia, por três anos como estudante no Collegio Pazmanian ); no Liceu Arquiepiscopal de Esztergom (doutorado em teologia). Recebeu as insígnias do caráter clerical e das ordens menores em 29 de dezembro de 1805; o subdiaconato em 1º de dezembro de 1810; e o diaconato em 3 de dezembro de 1810.
Ordenado em 18 de abril de 1811. Decano da faculdade de teologia de Pest. Cooperadora na paróquia de Komárno por cinco anos. No escritório do vicariato geral de Buda, arquivista por três anos; tabelião consistorial por dois anos; e secretário vicário por quatro anos. Em Esztergom, secretário do tabelião arquiepiscopal, 1820-1825; cânon do capítulo da catedral, 1825. Conselheiro, Gabinete do Governador Real Húngaro, Buda, 1830. Conselheiro, Gabinete do Tribunal Real Húngaro, 1831. Reitor-mor da catedral de Zagreb, 1832.
Eleito bispo de Zagreb em 2 de outubro de 1837. Consagrado em 10 de dezembro de 1837, na igreja italiana de Viena, por Ludovico Altieri, arcebispo titular de Éfeso, núncio na Áustria, coadjuvado por Aristaces Azarian, OSB, arcebispo de Cesareia da Capadócia de os armênios, e por Johann Michael Leonhard, bispo titular de Dioclecianópolis da Palestina, militar ordinário da Áustria. Ele foi duas vezes Ban (governador) interino da Croácia (maio de 1840 a outubro de 1842 e novembro de 1845 a março de 1848) e foi enobrecido com o título de Varallya (1843). Promovido a arcebispo quando aquela sé foi elevada à categoria de arquidiocese metropolitana, em 11 de dezembro de 1852.
Criado cardeal sacerdote no consistório de 16 de junho de 1856; recebeu o chapéu vermelho e o título de Ss. Quirico e Giulitta, 19 de março de 1857. Condecorado com a grã-cruz da Ordem Austríaca de Sankt Stefan, 1859. Foi o primeiro cardeal residente da Croácia e apoiou fortemente as escolas e a cultura eslovaca e croata nos tempos em que o Reino da Hungria tentou suprimir outras nacionalidades em seu território.
Morreu em Zagreb em 11 de maio de 1869. Exposto e enterrado na catedral metropolitana de Zagreb.